# Bentley Continental R
Der Bentley Continental R war ein großes, sehr teures Luxuscoupé von Bentley, das zwischen 1991 und 2002 hergestellt wurde. Es war der erste Bentley seit dem R-Type, der nicht auf einem baugleichen Rolls-Royce basierte. Außerdem war er der schnellste, stärkste, aber auch teuerste Bentley seiner Zeit. Die Cabrioletversion, der Bentley Azure, wurde im Jahr 1995 vorgestellt. Im Laufe der Produktionszeit entstanden verschiedene Versionen des Continental, die sich vor allem durch die Motorisierung voneinander unterschieden. In der Le Mans Edition leistete der Continental R 313 kW (426 PS). Das entspricht dem Continental T.

## Modellbezeichnung
Mit dem Begriff Continental nahm Bentley eine Modellbezeichnung wieder auf, die in den 1950er- und 1960er-Jahren für sportliche und teure Abwandlungen der Serienmodelle verwendet wurde. Der Bentley R-Type Continental von 1952 und seine Nachfolger S1 Continental (1955–1959), S2 Continental (1959–1962) und S3 Continental (1962–1966), die jeweils mit individuellen Aufbauten renommierter Karosseriehersteller ausgestattet waren, gehörten zu den teuersten Fahrzeugen ihrer Zeit. Der Continental R sollte an diese Tradition anknüpfen.

## Modellgeschichte
Die Ursprünge des Bentley Continental R gehen auf das Jahr 1985 zurück und stehen im Zusammenhang mit einem Prozess, der zur Wiederbelebung der Marke Bentley führen sollte. Bentley war seit der Einführung des Modells T in der öffentlichen Wahrnehmung zu einem bloßen Anhängsel der Marke Rolls-Royce geworden und führte ein Schattendasein. Mit dem Mulsanne Turbo von 1982 begann die Unternehmensführung, der Marke Bentley wieder ein eigenständiges Image zu geben. Um diese Entwicklung voranzutreiben, forderten die Markenmanager Mike Dunn und Peter Ward eine „eigenständige Designqualität“ Bentleys. Das bedeutete, dass Bentley künftig nicht mehr bloße Abwandlungen von Rolls-Royce-Konstruktionen anbieten sollte. Erster Ansatzpunkt war eine Coupé-Studie mit der Bezeichnung Project 90, die von den britischen Designern John Heffernan und Ken Greenley entwickelt worden war. Das Project 90 war ein zweisitziges Stufenheckcoupé mit aerodynamisch gerundeten Linien, dessen Form an den amerikanischen Lincoln Mark VII erinnerte. Nachdem die Studie auf dem Genfer Auto-Salon 1985 positiv aufgenommen worden war, fiel die Entscheidung für eine Serienproduktion. Die Entwicklung begann 1986, nachdem die Produktion des Rolls-Royce Camargue eingestellt worden war. Das Design wurde im Laufe der Zeit weiterentwickelt, das grundsätzliche Layout blieb allerdings erhalten. Die technischen Komponenten leiteten die Entwickler von den herkömmlichen Rolls-Royce-Konstruktionen ab, verfeinerten sie allerdings in einigen Details. Die Serienproduktion des Continental R begann nach fünfjähriger Entwicklung im Frühjahr 1991.

## Versionen

### Continental R

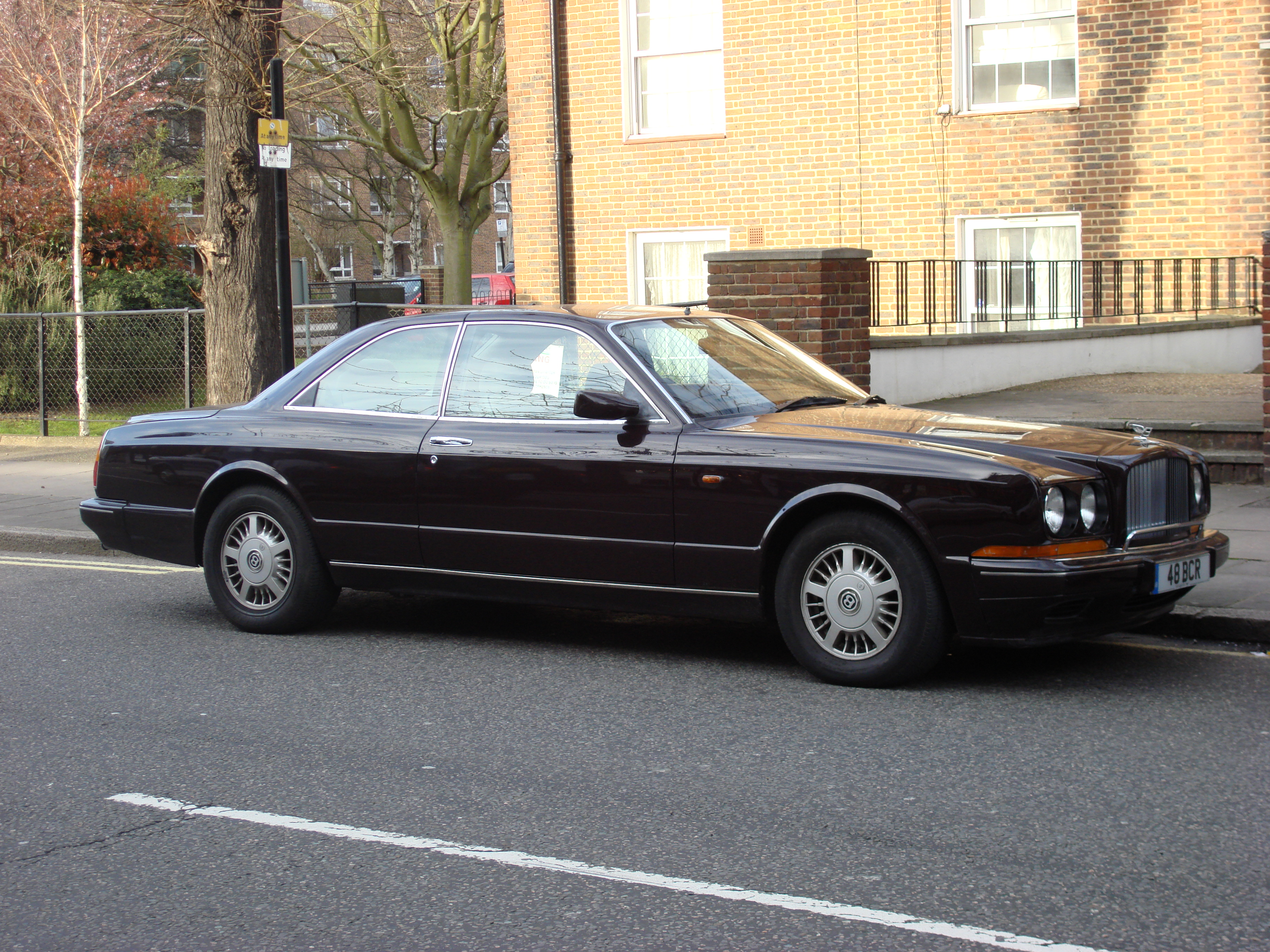
Bentley Continental R

Die Basisversion des Continental R war mit dem 6,75 Liter großen Achtzylinder-Turbomotor aus dem Bentley  Turbo  R ausgestattet. Die Motorleistung wurde auf 239 kW (325 PS) geschätzt. Mit Stand 14. September 1999 lag der Basispreis des Continental R bei 569.000 DM (etwa 465.400 EUR – Stand: 2025).

### Continental S
Der Bentley Continental S war eine Sonderversion des Coupés, die zusätzlich mit einem Ladeluftkühler ausgestattet war. Die Motorleistung erhöhte sich dadurch auf etwa 283 kW (385 PS). Von 1994 bis 1995 entstanden 30 Exemplare dieser Version; danach war der Ladeluftkühler auch im regulären Continental R erhältlich.

### Continental T

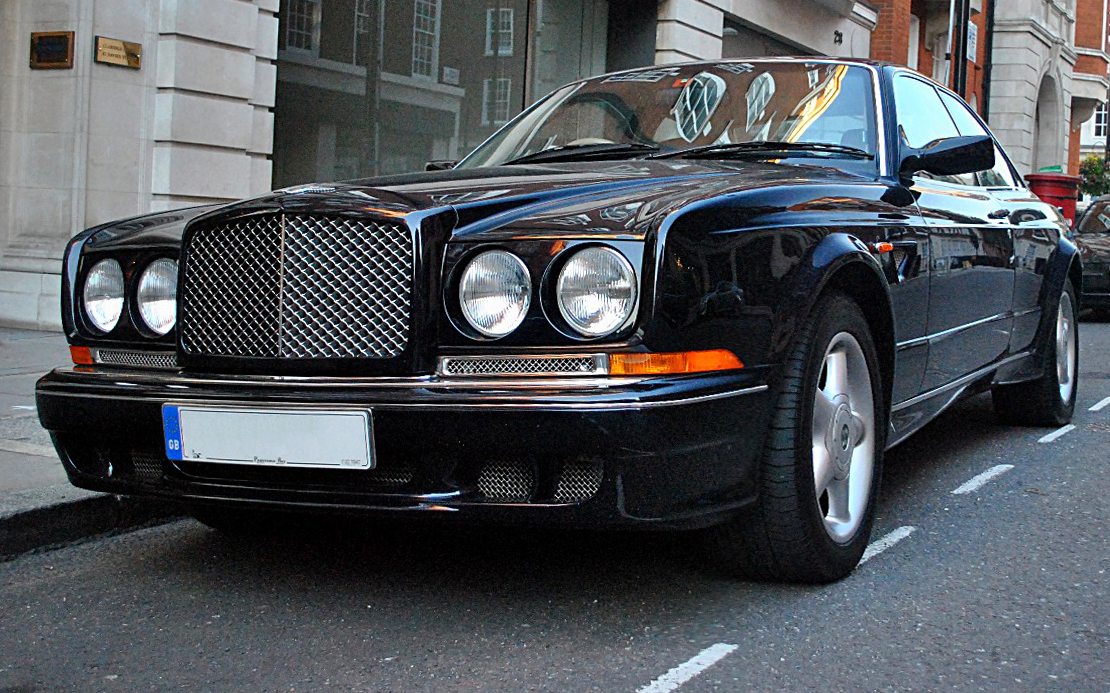
Bentley Continental T

Der Bentley Continental T war die sportlichste Version der Modellfamilie. Er war mit einer 313 kW (426 PS) starken Version des Turbomotors ausgerüstet. Das Drehmoment belief sich auf 800 Nm bzw. 875 Nm (ab 1997) bei 2200 min−1. Das Auto hatte einen um 10 cm verkürzten Radstand, sodass es nicht mehr als Viersitzer, sondern nur noch als 2+2-Sitzer zugelassen war. Das Gewicht des Autos wurde gegenüber der Serienversion um 91 kg reduziert. Zudem war das Fahrwerk härter abgestimmt. Die Instrumententafel war in Anlehnung an die im Rennsport eingesetzten Vorkriegs-Bentley mit geschliffenem Aluminium anstelle von Holz verkleidet, desgleichen die Zierleisten der Türoberkanten. Auch gelochte Pedale und der rote Anlasserknopf im Instrumentenbrett weckten Assoziationen zum Rennsport. Im 2000er Modelljahr rief Bentley für den Continental T 641.900 DM (etwa 517.800 EUR – Stand: 2025) auf, für den identisch motorisierten, aber individueller auszustattenden Continental T Mulliner waren sogar 672.330 DM (etwa 542.400 EUR – Stand: 2025) fällig.

### Continental R Mulliner
Der auf dem Genfer Salon 1999 vorgestellte Continental Mulliner verband die reguläre, d. h. nicht verkürzte Karosserie des Continental R mit dem leistungsstarken Motor des Continental T. Der Name des Autos erinnerte an den ehemaligen Karosseriehersteller H. J. Mulliner, der 1959 von Rolls-Royce übernommen worden war. Von dieser Version wurden weitere Spezialausführungen abgeleitet, darunter der Continental Le Mans, der Continental R420 und der Continental Millenium, die jeweils nur in sehr geringer Stückzahl hergestellt wurden. Insgesamt entstanden 194 Continental R-Fahrzeuge mit dem 313 kW (426 PS) starken Motor der T-Version. Der Preis im Modelljahr 2000 lag bei 624.000 D-Mark, was etwa 503.400 EUR (Stand: 2025) entspricht.

### Continental SC Sedanca
Der ab 1998 auf der Karosseriebasis des T gebaute Continental SC Sedanca (bzw. Sedanca Coupé) hatte ein abnehmbares Glasdach über den beiden Vordersitzen. Das Dach über den hinteren Sitzen stand dagegen fest. Bentley plante nach eigenen Angaben bei der Präsentation von vornherein, lediglich 80 Exemplare dieses 1998 690.000 D-Mark (etwa 567.800 EUR – Stand: 2025) teuren Fahrzeugs herzustellen, wobei es tatsächlich nur zu 79 produzierten Exemplaren kam (73 Continental SC, 6 Continental  SC  Mulliner). Dennoch wurde die Produktionseinstellung des Typs, welcher zudem der erste neu vorgestellte Bentley nach der Übernahme durch Volkswagen war, im Jahr 2000 begründet mit der Benötigung der Produktionskapazitäten für den erfolgreicheren Azure bzw. dessen Schwestermodell Rolls-Royce Corniche. Gleichwohl sei es zu Produktionszeiten des Continental T bis 2002 möglich gewesen, bei entsprechendem Kundenwunsch einen Continental SC neben der Serie fertigen zu lassen. Wie auch vom Continental R gab es ebenfalls vom SC eine Mulliner-Version, die den 875 Nm starken Motor des Continental T besaß und einen Einstandspreis von 724.800 DM (etwa 584.700 EUR – Stand: 2025) hatte, womit sie der bis dahin teuerste Serien-Bentley aller Zeiten war. Trotz an sich herausragender Verarbeitung gilt der Wagen durch die im Vergleich zum Continental T weniger verwindungssteife Karosserie in Kombination mit den herausnehmbaren Dachhälften als wenig „wasserfest“.

## Bentley Azure

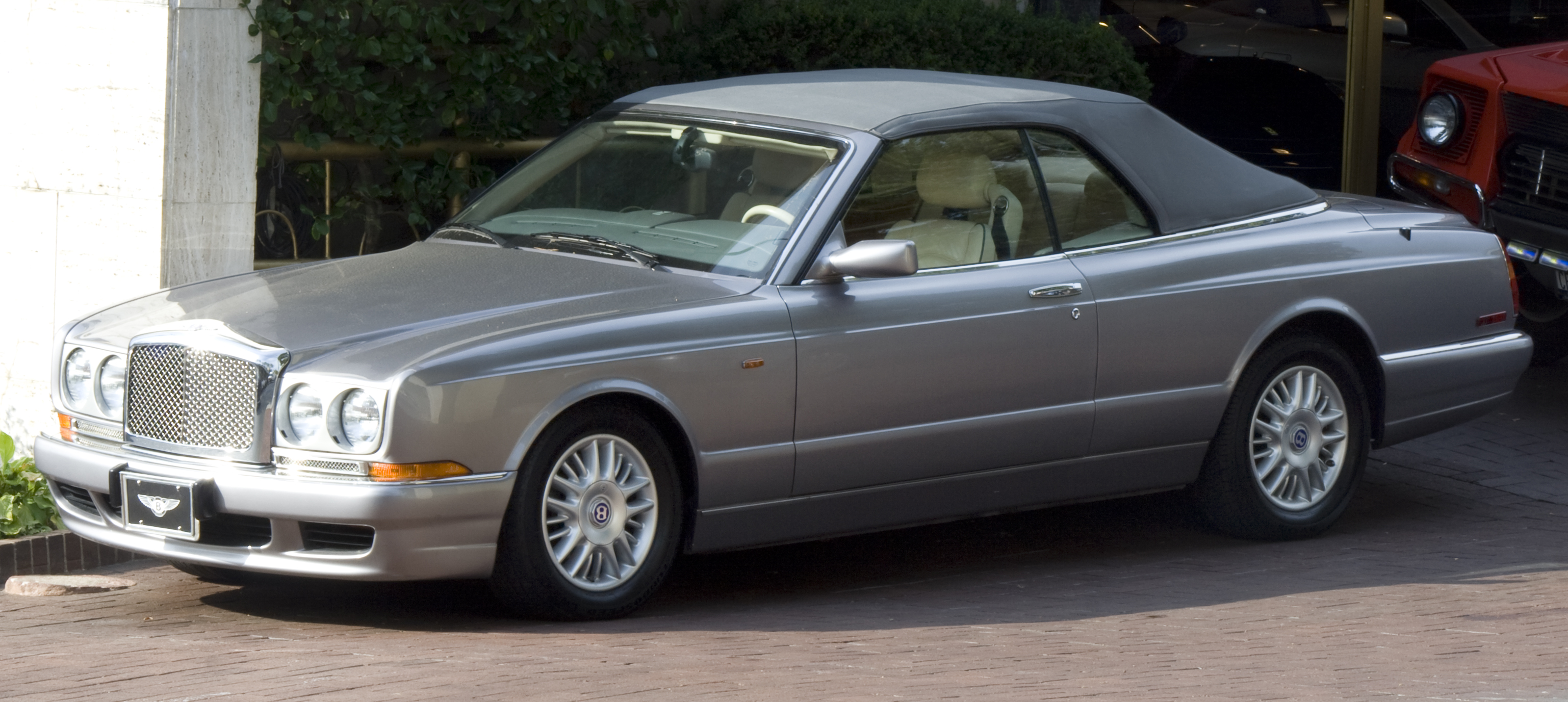
Die Cabrioversion wird Azure genannt

Die Produktion der großen Coupés wurde 2002 eingestellt, der Bentley Azure blieb bis 2003 in Produktion. Danach wurde auch die Produktion des Convertibles trotz Nachfrage eingestellt, da im Werk in Crewe alle Kapazitäten für die Weiterentwicklung der kleineren Continental-Familie benötigt wurden. Zudem hätten neue Crash-Vorschriften eine Weiterführung der Produktion erschwert. Erst 2006 erschien parallel zum Bentley Continental GTC ein Nachfolger des Bentley Azure auf Basis des Arnage. Die technischen Daten des „neuen“ Azure des Baujahres 2006 stimmten mit jenen des Arnage R überein (335 kW, 875 Nm). Zudem werden u. a. in den Wagenboden massive Verstärkungen aus kohlenstofffaserverstärktem Kunststoff eingebaut, welche die Karosserieverwindungen gegenüber dem Vorgänger deutlich reduzieren. Die Preisliste des Modelljahres 2000 weist für den Azure einen Basispreis von 630.000 D-Mark (etwa 508.200 EUR – Stand: 2025) aus, der Azure Mulliner kostete 676.485 DM (etwa 545.700 EUR – Stand: 2025).

## Galerie

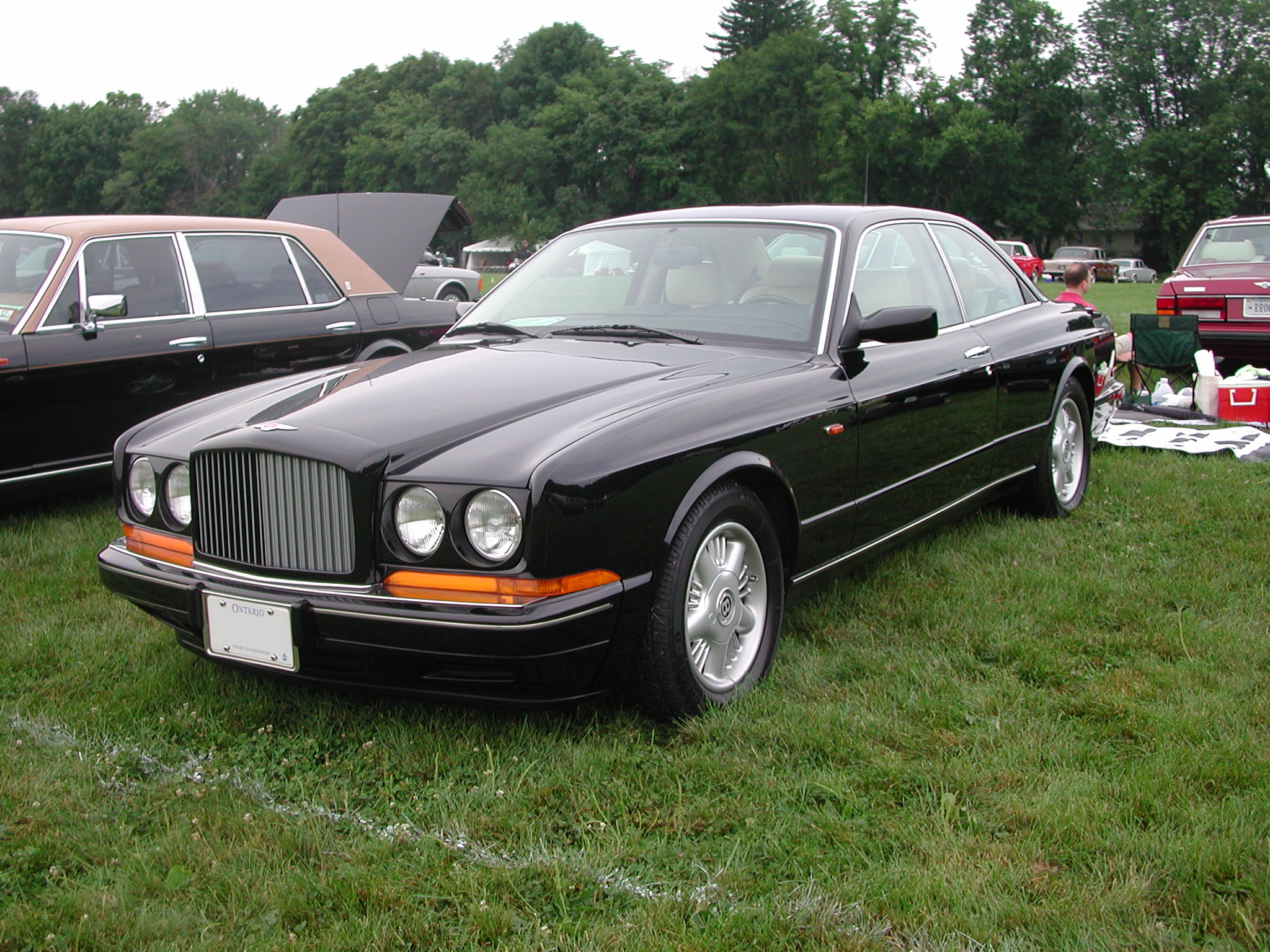
Die Basisversion: Bentley Continental R
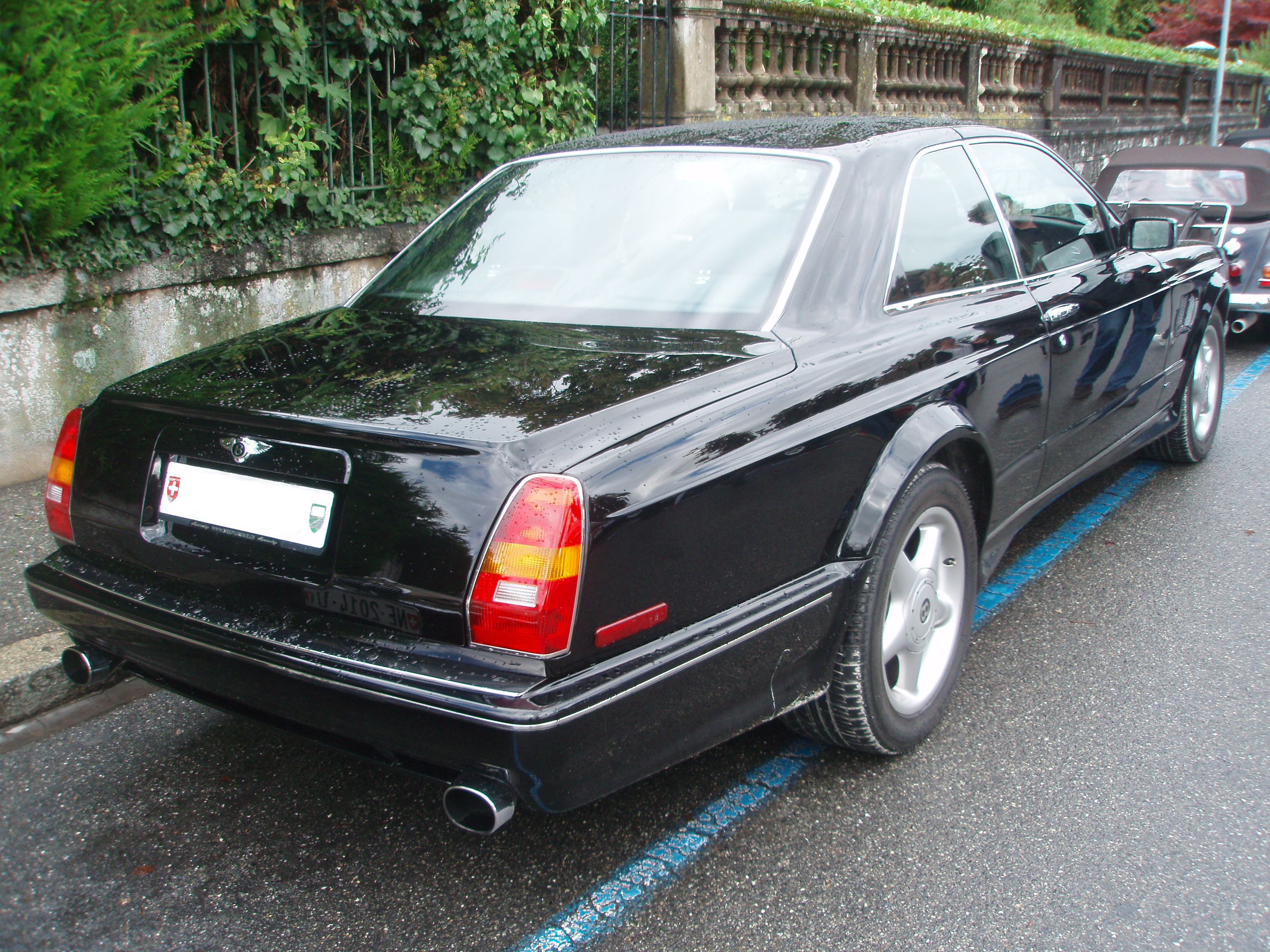
Bentley Continental R420 Mulliner
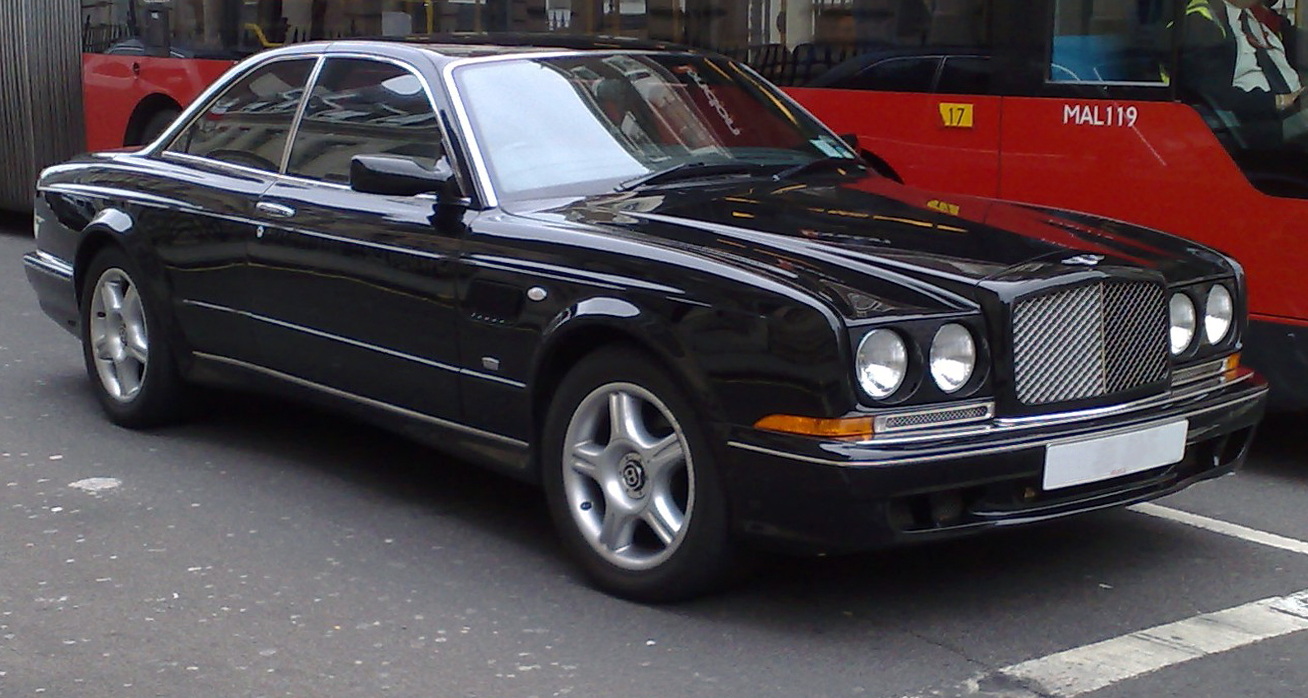
Bentley Continental R Mulliner
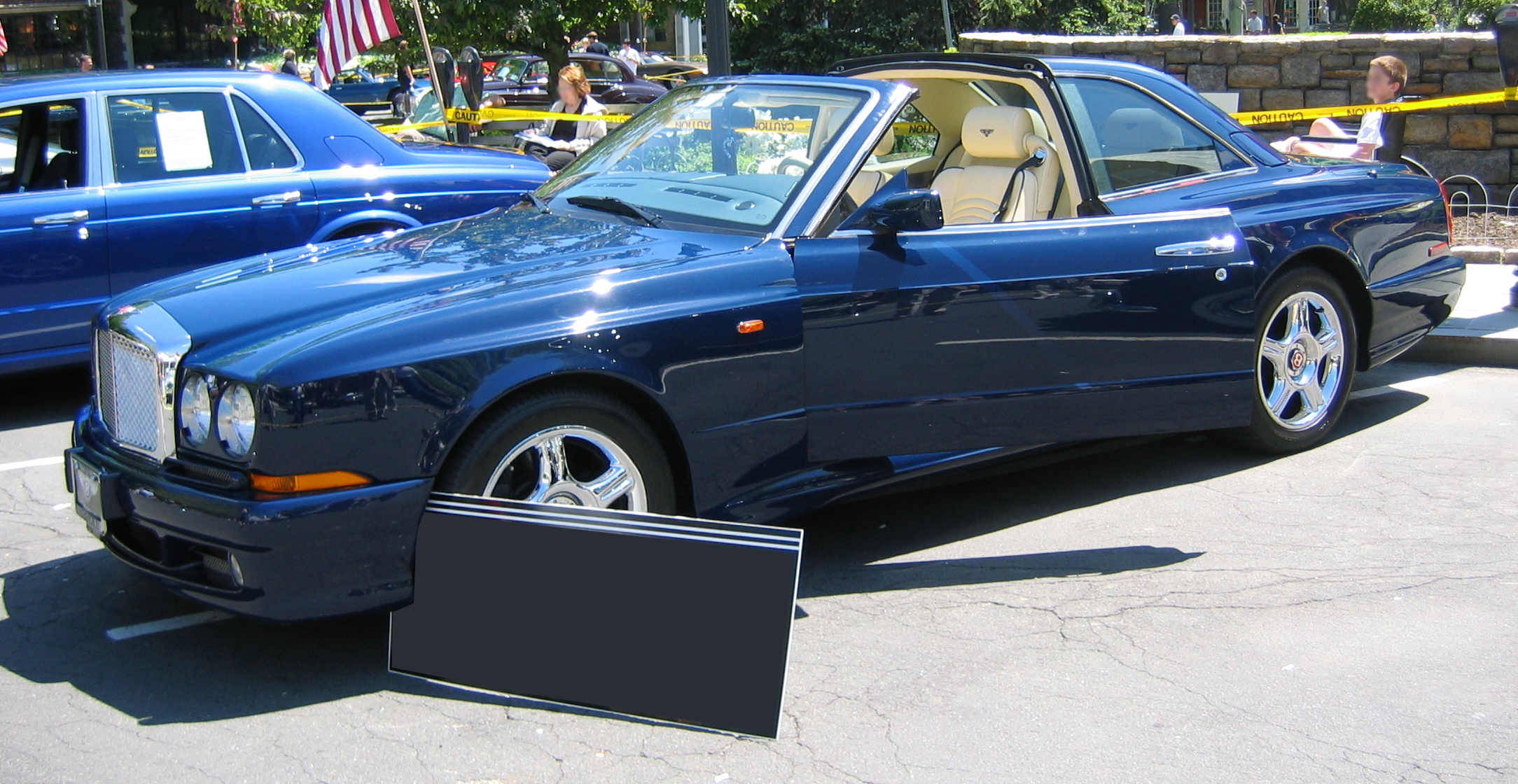
Bentley Continental SC Sedanca

## Technische Daten
| Bentley                                   | Continental R/Azure                                                             | Continental S                                           | Continental T                                           |
| ----------------------------------------- | ------------------------------------------------------------------------------- | ------------------------------------------------------- | ------------------------------------------------------- |
| Motorart                                  | Ottomotor                                                                       | Ottomotor                                               | Ottomotor                                               |
| Arbeitsverfahren                          | Viertakt                                                                        | Viertakt                                                | Viertakt                                                |
| Motorbauart                               | 8-Zylinder-V-Motor                                                              | 8-Zylinder-V-Motor                                      | 8-Zylinder-V-Motor                                      |
| Motorgabelwinkel                          | 90°                                                                             | 90°                                                     | 90°                                                     |
| Motoreinbaulage                           | vorne längs                                                                     | vorne längs                                             | vorne längs                                             |
| Hubraum                                   | 6750 cm³                                                                        | 6750 cm³                                                | 6750 cm³                                                |
| Bohrung × Hub                             | 104,14 mm × 99,06 mm                                                            | 104,14 mm × 99,06 mm                                    | 104,14 mm × 99,06 mm                                    |
| max. Leistung bei 1/min                   | ca. 265 kW (360 PS) bei 4200                                                    | ca. 300 kW (408 PS) bei 4100                            | ca. 313 kW (420 PS) bei 4000                            |
| max. Drehmoment bei 1/min                 | ca. 750 Nm bei 2000                                                             | ca. 800 Nm bei 2000                                     | ca. 875 Nm bei 2100                                     |
| Verdichtung                               | 8,0 : 1                                                                         | 8,0 : 1                                                 | 8,0 : 1                                                 |
| Motoraufladung                            | Turbolader                                                                      | Turbolader                                              | Turbolader                                              |
| Gemischaufbereitung                       | Elektronische Einspritzung                                                      | Elektronische Einspritzung                              | Elektronische Einspritzung                              |
| Ventilsteuerung                           | Zentrale Nockenwelle                                                            | Zentrale Nockenwelle                                    | Zentrale Nockenwelle                                    |
| Nockenwellenantrieb                       | Zahnräder                                                                       | Zahnräder                                               | Zahnräder                                               |
| Kühlung                                   | Wasserkühlung                                                                   | Wasserkühlung                                           | Wasserkühlung                                           |
| Antriebsart                               | Hinterradantrieb                                                                | Hinterradantrieb                                        | Hinterradantrieb                                        |
| Getriebe                                  | GM Hydramatic-4-Gang-Automatik                                                  | GM Hydramatic-4-Gang-Automatik                          | GM Hydramatic-4-Gang-Automatik                          |
| Radaufhängung vorn                        | Doppelquerlenkerachse, Schraubenfedern                                          | Doppelquerlenkerachse, Schraubenfedern                  | Doppelquerlenkerachse, Schraubenfedern                  |
| Radaufhängung hinten                      | Schräglenkerachse, Schraubenfedern, Niveauregulierung                           | Schräglenkerachse, Schraubenfedern, Niveauregulierung   | Schräglenkerachse, Schraubenfedern, Niveauregulierung   |
| Bremsen                                   | Scheibenbremsen rundum, vorne innenbelüftet, Servo, ABS                         | Scheibenbremsen rundum, vorne innenbelüftet, Servo, ABS | Scheibenbremsen rundum, vorne innenbelüftet, Servo, ABS |
| Bremsendurchmesser vorn                   | 28 cm                                                                           | 28 cm                                                   | 28 cm                                                   |
| Lenkung                                   | Zahnstangenlenkung, Servo                                                       | Zahnstangenlenkung, Servo                               | Zahnstangenlenkung, Servo                               |
| Karosserie                                | Stahlblech, selbsttragend                                                       | Stahlblech, selbsttragend                               | Stahlblech, selbsttragend                               |
| Spurweite vorn                            | 1550 mm                                                                         | 1550 mm                                                 | 1550 mm                                                 |
| Spurweite hinten                          | 1550 mm                                                                         | 1550 mm                                                 | 1550 mm                                                 |
| Radstand                                  | 3060 mm                                                                         | 3060 mm                                                 | 2960 mm                                                 |
| Abmessungen                               | 5340 mm × 1870 mm × 1460 mm                                                     | 5340 mm × 1870 mm × 1460 mm                             | 5222 mm × 1954 mm × 1462 mm                             |
| Leergewicht                               | 2450 kg (1) 2600 kg (2)                                                         | 2450 kg                                                 | 2450 kg                                                 |
| Höchstgeschwindigkeit                     | 245 km/h                                                                        | >250 km/h                                               | 280 km/h                                                |
| 0–100 km/h                                | 6,5 s                                                                           | 6,1 s                                                   | 5,8 s                                                   |
| Verbrauch (l/100 km, Normverbrauch Stadt) | 25,6 S                                                                          | 25,6 S                                                  | 28,1 S                                                  |
| Preis                                     | DM 505.885 (3) (ca. 408.100 EUR) DM 512.037 (4) (ca. 413.100 EUR – Stand: 2025) |                                                         |                                                         |